# Битка за Бахмут
Битката за Бахмут започва на 1 август 2022 г., по време на руското нападение срещу Украйна през 2022 г. Преди самото нападение градът е бомбардиран от май 2022. Основната нападателна мощ е съставена от доброволци от руската паравоенна организация Група Вагнер.
Към края на 2022 година Бахмут е единственото място, където руските сили са в атака. Боевете стават още по-ожесточени през ноември, когато в битката се включват войски от Херсонския фронт и ново мобилизирани войници. По това време битката се превръща в окопна война с много големи загуби и за двете страни. Западни анализатори определят битката като месомелачка и за двете армии което е невиждано от Първата световна война насам. Битката е най-дългата в модерната военна история след Битката при Вердюн от 1916 г. Стратегическата значимост на Бахмут се определя като незначителен, което постава под въпрос защо руската офанзива там е толкова яростна. През декември 2022 г. проруски източници съобщават, че руските сили са влезли в източните предградия на Бахмут.  До средата на януари е превзето село Опитне намиращо се на юг от града. Проруски източници твърдят, че ЧВК Вагнер са влезли в района Мясокомбинат и ,че още присъстват в изсточните части на Бахмут. 
На 11 януари силите на ЧВК Вагнер превземат град Соледар (съседен на Бахмут) като Евгений Пригожин претендира за пълен контрол над него, но Украйна отрича и твърди, че украинските войски се задържат в западните и северните части на града. Центъра на Соледар, обаче е окупиран от руските сили.  Падането на Соледар, може да има важен ефект върху битката за Бахмут.
На 22 февруари лидерът на Вагнер – Евгени Пригожин обявява, че Бахмут е обкръжен с изключение на един път от западната част на града, който все още се контролира от украинската армия. 
На 7 март силите на ВСУ се изтеглят от изсточните части на Бахмут и от изсточния бряг на река Бахмутка ,която разделя града на две като боевете постепенно се пренасят в центъра града.  На 6 април руските сили овладяват центъра на Бахмут, а на 17 април сградата на Народният дом на града беше разрушена от отстъпващите украински сили от частите на 77-ма аеромобилна бригада ,за да се предотврати използването на сградата като убежище за руските сили. През май 2023 г. боевете продължават в западните покрайнини на Бахмут където руските и украинските войски се сражават яростно и ожесточено за всяка сграда, улица и къща, оставайки след себе си смърт и разруха. 
На 20 май 2023 г. в 12:00 часа лидерът на ЧВК ВАГНЕР Евгений Пригожин съобщава ,че Бахмут е на 100% окупиран ,а от своя страна украинските сили започват серия от контраатаки по фланговете с цел обкръжаване на града.

### Жертви
BBC News Rusian и Mediazone успяват (чрез некролози, паметни плочи и пр.) да потвърдят поименно над 5703 убити руски военнослужещи при Бахмут. Тъй като голяма част от убитите и освободени затворници и за тях няма сигурни вести двете медии допускат, че реалният брой убити руски военнослужещи е около 12 000 души. Но ако към тази цифра се добавят и убитите наемници от ЧВК Вагнер цифрата ще набъбне още, тъй като те са погребвани дискретено
Ако се вземат предвид всички възможни жертви цифрата 100 000 убити руски военнослужещи (при Бахмут) назована от американския президент Джо Байдън не изглежда толкова фантастично.